# Dirk Schmidt (Illustrator)
Dirk Schmidt (* 1980 in Hamburg) ist ein deutscher Illustrator und Designer. Seine Arbeiten erscheinen unter anderem in der Süddeutschen Zeitung, in Geo und Monocle.

## Leben
Dirk Schmidt studierte Kommunikationsdesign an der Hochschule für angewandte Wissenschaften Augsburg. Seit 2004 arbeitete er für die Süddeutsche Zeitung, zunächst für Jetzt, später für das Süddeutsche Zeitung Magazin und das Team für digitales Design. Seit 2004 illustriert er die wöchentliche Kolumne Das Beste aus aller Welt (früher: Das Beste aus meinem Leben) von  Axel Hacke im Süddeutsche Zeitung Magazin. Gemeinsam mit Barbara Schmidt verfasst er Kinderbücher. Sein erstes Buch Kamfu mir helfen? wurde unter anderem als Hörbuch umgesetzt und in mehrere Sprachen übersetzt. Außerdem gestaltet Dirk Schmidt Buchcover, Ausstellungen und Verpackungen. Er lebt mit seiner Familie in München.

## Werke
- Kamfu mir helfen?, Kinderbuch, 2009, Verlag Antje Kunstmann, ISBN 978-3888975684
- Nie im Leben!, Kinderbuch, 2012, Verlag Antje Kunstmann, ISBN 978-3888977589
- Bitte blubb blubb rette mich!, Kinderbuch, 2014, Verlag Antje Kunstmann, ISBN 978-3888979446
- Wie werd ich bloß den Hickauf los?, Kinderbuch, 2016, Verlag Antje Kunstmann, ISBN 978-3956141171
- Raupe Berta hoch im Baum, Kinderbuch, 2018, Verlag Antje Kunstmann, ISBN 978-3956142635